# Hullámvasút

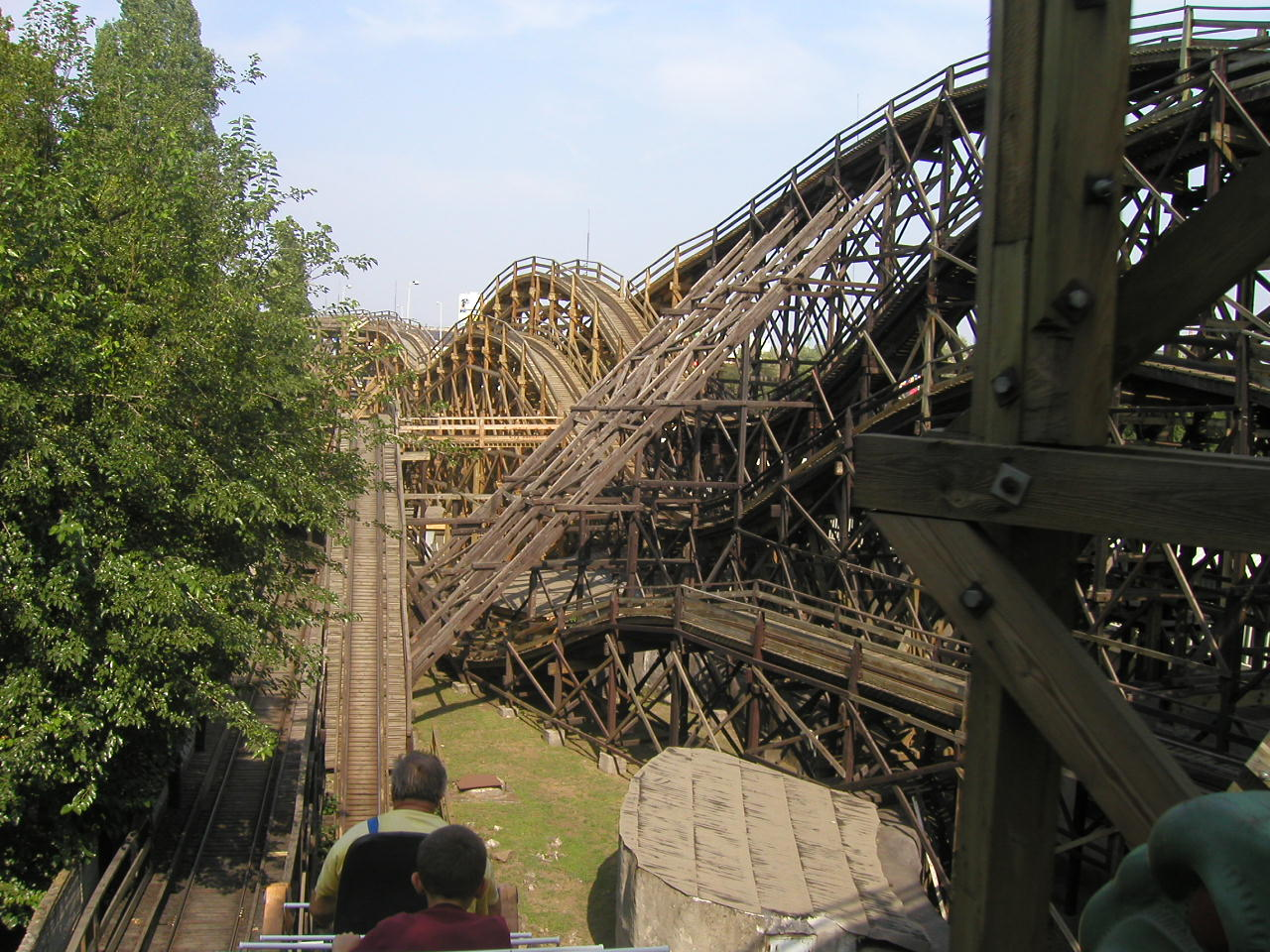
Hullámvasút a Budapesti Vidámparkban (1922)

A hullámvasút a vidámparkok és élményparkok népszerű látványossága. A legelső hullámvasutat 1885. január 20-án szabadalmaztatta LaMarcus Adna Thompson. A hullámvasút egy speciális vasúti rendszer, mely különböző irányokba, magasságokba kanyarodik, akár fejjel lefelé is átfordul. Pályájuk nem feltétlenül teljes kör, léteznek ingázó típusú hullámvasutak is, melyek visszatérnek az indulóhelyükre vagy annak közelébe. Ezeket más néven bumeráng hullámvasútnak is nevezik. A hullámvasutak legtöbbjének több kocsis vonatai vannak, némelyikük egyes kocsikkal működik.

## Története

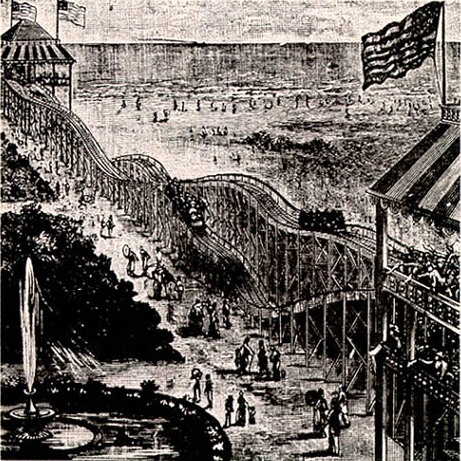
Thompson hullámvasútja

A legrégebbi hullámvasutakról úgy vélték, az úgynevezett „Russian Mountains”-ból, vagyis speciálisan megépített jéghegyekből származik, melyeket főként Szentpétervár környékén építettek föl. A 18. században épített csúszdákat kb. 24 méter magasra építették 50 fokos szögben, és fa támasztékokkal biztosították. A „Russian mountains” kifejezés több nyelvben is még mindig a hullámvasút megfelelője. Románul Montagne russe, spanyolul Montaña rusa, olaszul Montagne russe, franciául Montagnes russes, portugálul pedig Montanha-russa. Érdekesség, hogy oroszul Американские горки, ami angol fordításban „American mountains” („amerikai hegyek”).
1827-ben Summit Hillben (Pennsylvania) egy bányatársaság megépítette a Mauch Chunk gravitációs vasutat, amely egy 14 km hosszú lejtmenetben haladó pályán futott, hogy a szenet elvigye Mauch Chunk (ma Jim Thorpe) városába. Az 1850-es években már az izgalomra vágyókat is a vasútra engedték 50 centért. A vasút társaságok hasonló vasutakat használtak szórakoztatásra, amikor a vasúti forgalom alacsonyabb volt.
Ezt az ötletet felhasználva tervezte és építette meg LaMarcus Adna Thompson gravitációs hullámvasútját, melyet 1884-ben nyitottak meg Coney Islandben (Brooklyn). Az utasoknak fel kellett mászniuk egy állványzat tetejére, majd a kocsikban lesiklottak a 180 méteres pályán a szemközti állványzat tetejéig, ahol a kocsikat áttették egy másik sínpárra, melyen az utasok visszatértek a kiindulóhelyre. A két sínpárat rövid idő múlva lecserélték egy ovális körpályára.

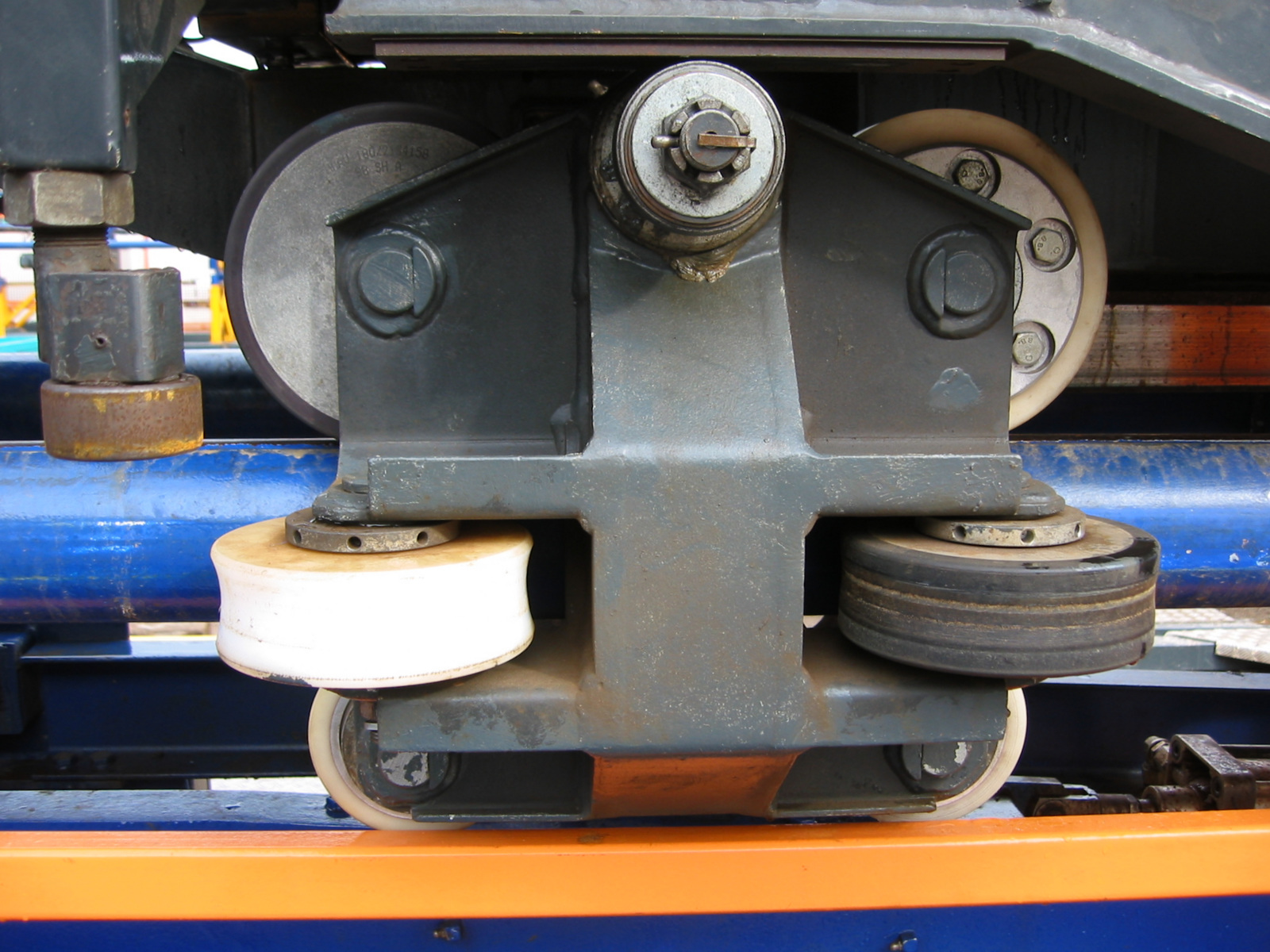
A John Miller által szabadalmaztatott technika

1885-ben Phillip Hinkle mutatkozott be az első teljes kört leíró hullámvasúttal, a Gravity Pleasure Road-dal, melynek már felvonó szakasza is volt, és amely rövidesen a legnépszerűbb látványosság lett Coney Island-en. Ezt felülmúlva Thompson 1886-ban szabadalmaztatta saját hullámvasútját, ahol már festett hátterekkel díszített sötét alagutak is voltak. Ezek a hullámvasutak ezután már szerte a vidéken megtalálhatók voltak a vidámparkokban, legtöbbjüket Frederick Ingersoll építőipari cége építette az 1900-as évek elején.
1919-re John Miller kifejlesztette az első olyan hullámvasutat, melynek kerekei három irányból tartották biztosan a száguldó kocsikat. Hamarosan ezek a hullámvasutak jelentek meg a világ összes vidámparkjában.
1959-ben Disneylandben mutattak be újabb áttörést a hullámvasutak technikájában. Ez volt a Matterhorn Bobsleds, mely az első hullámvasút volt acélcső sínpályával. Az addig megszokott fa vasúti sínekkel ellentétben az acélcsőben futó kerekek bármilyen irányba mehetnek, ami hurok, dugóhúzó és sok más forma beépítésére adott lehetőséget a tervezőknek. A modern hullámvasutak legtöbbje már acélból készül, bár még építenek fából is. A legújabb, elektromágneses technikával már a lehetőségek határait is megközelítik az építők.

## Biztonság

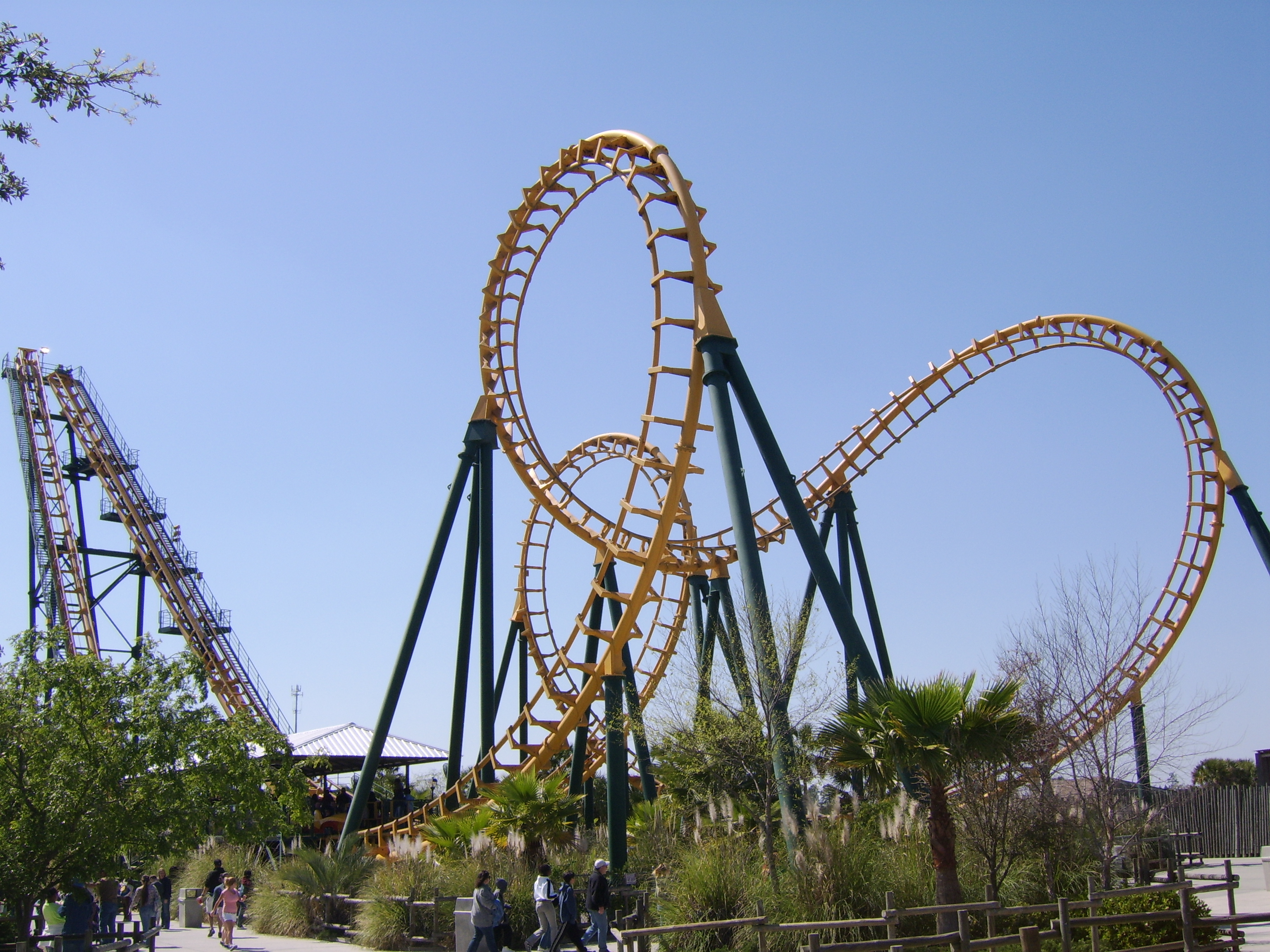
Vekoma Boomerang, Wild Adventures

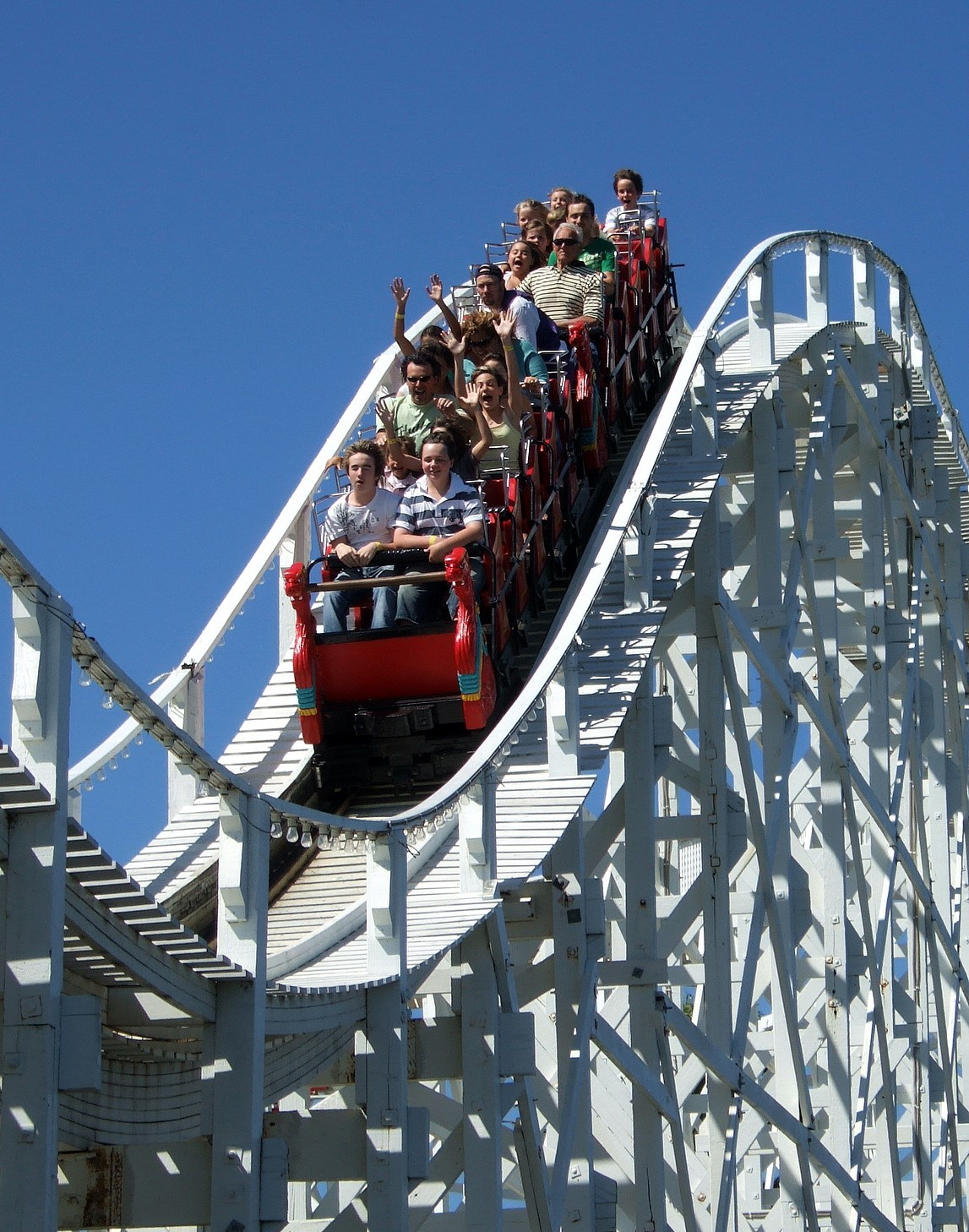
Scenic Railway, Luna Park (Melbourne, Ausztrália), a világ második legrégebben működő hullámvasútja (1912)

A hullámvasutakat számtalan biztonsági rendszerrel látják el, ezek egyike a blokkoló rendszer. A legtöbb nagy hullámvasúton kettő vagy több vonat is mehet egy időben. A pálya szekciókra van bontva és a blokkoló rendszer biztosítja azt, hogy egy-egy szekcióban egyszerre csak egy vonat futhat, illetve a szekciók határain a vonatokat szükség esetén megállítja. A szekciókba telepített szenzorok alapján számítógép figyeli, hogy melyik vonat melyik szekcióban halad, és a teljesen automata rendszer segítségével az ütközések elkerülhetők. Felmerülhet olyan probléma, hogy túl sok szekcióhatárnál állnak már vonatok, ennek megelőzésére a kezelők figyelemmel kísérik az újonnan induló vonatokat, hogy ne legyen torlódás. Például az állomáson kívül tartják az érkező vonatot, majd indítják az új vonatot, ezután engedik az érkező vonatot az állomásra.
Egy másik kulcsfontosságú biztonsági elem a hullámvasutat működtető rendszer felügyeletére a PLC, vagyis a programozható logikai vezérlő használata. A PLC észleli a felmerülő hibákat és döntéseket hoz, hogy milyen eszközt hozzon működésbe válaszul (pl. fékrendszer). A hullámvasutaknál időszakos karbantartással és az ellenőrzéssel vizsgálják, hogy a szerkezet és az anyagok elhasználódottsága elfogadható határon belül van és azok megfelelően működnek. Az ilyen átvizsgálások a biztonság alapvető elemei.
A hullámvasutak megtervezésénél fontos szempont, hogy elkerüljék a kellemetlen, vagy akár halálos megterhelést az utas számára. A tervezőknek figyelemmel kell lenniük arra, hogy a gyorsulás hatása ne terhelje meg jobban az emberi testet, mint amennyit az elbír. Az emberi testnek időre van szüksége, hogy reagáljon a változásokra, ennek figyelmen kívül hagyása komoly sérüléseket okozhat, mint amilyen a nyaki csigolyák „ostorcsapás” sérülése. A hullámvasutakon általában 4-6 G az elfogadott mérték pozitív gyorsulási hatás (amikor a nyomás az ülésbe présel), és 1,5-2 G a negatív gyorsulási hatás (amikor a nyomás kivet az ülésből) esetén. Az oldalirányú gyorsulás mértékét általában minimális mértéken tartják, a nyak tűrőképessége miatt 1,8 G határ alatt.[forrás?]

## Típusok

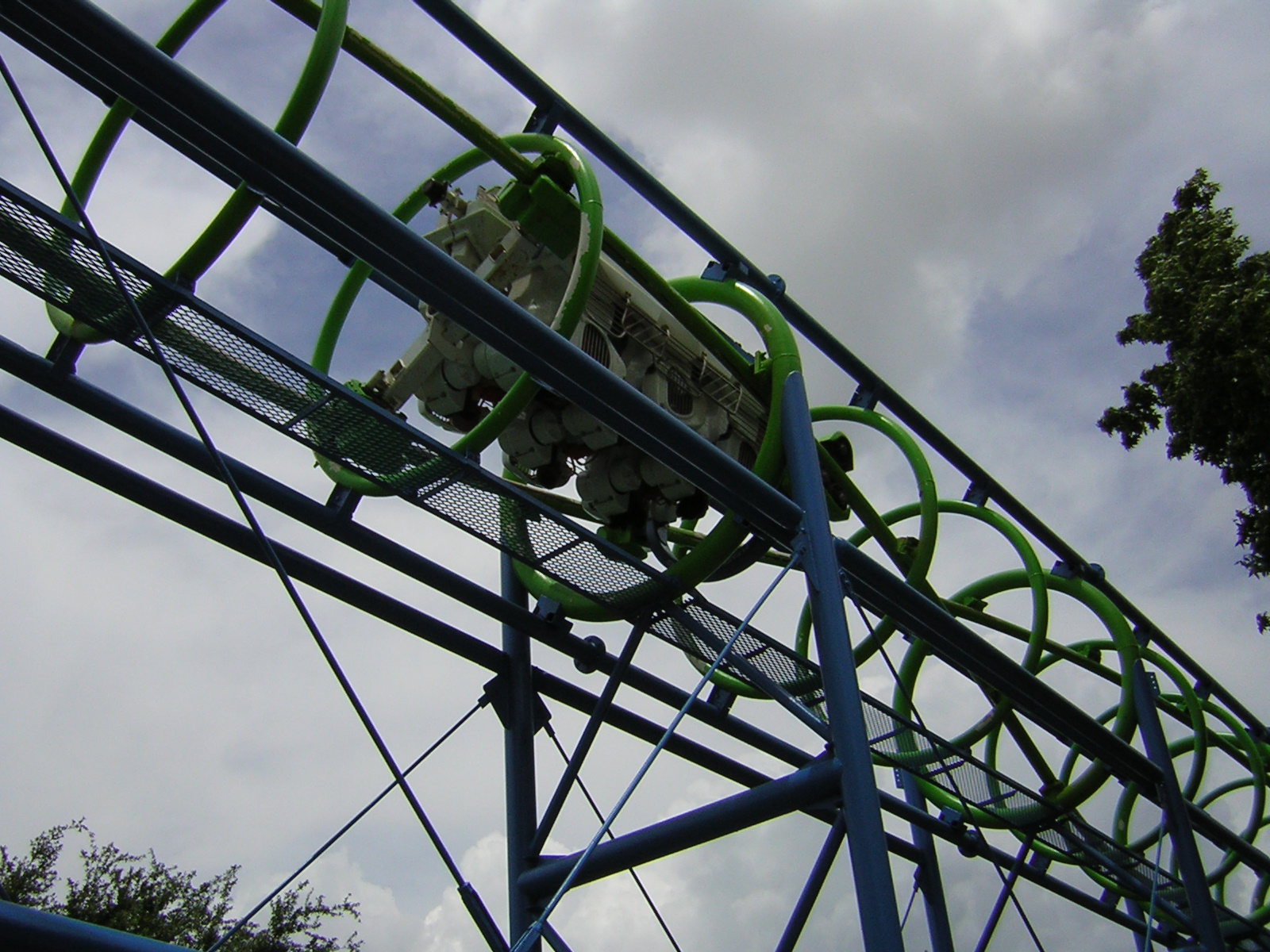
Csővezeték hullámvasút (Houston)

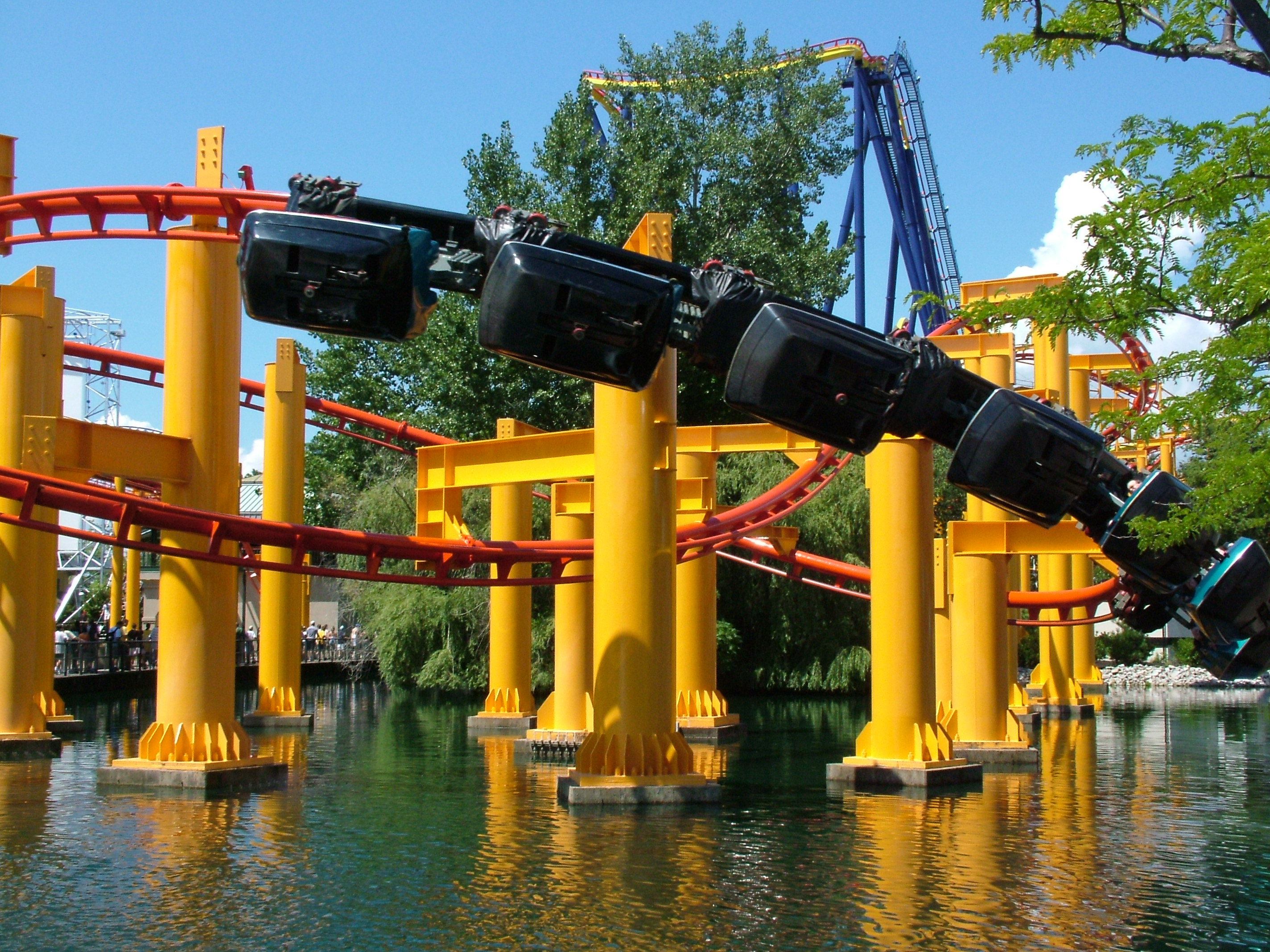
Függesztett hullámvasút (Ohio)

A hullámvasutak szerkezete szerint két alaptípus létezik, a fa és az acél hullámvasutak. A fa szerkezetű hullámvasutak állványzata nagyrészt fából készül, kocsijai a hagyományos vasúti kocsikhoz hasonló technikát alkalmaznak. Kerekük belső része valamivel nagyobb, hogy a kisiklást elkerülje, illetve egy extra kerékkel rendelkeznek, hogy a kocsi ne repülhessen le a sínről. Nehézkesebb szerkezete miatt a fa hullámvasutak jellemzően fölfelé és lefelé haladnak, ritkák a bonyolultabb formák. A modern hullámvasutak legnagyobb részben acélszerkezetűek. Az 1950-es években kifejlesztett acélcső sínpálya technika segítségével a fordulatok széles skáláját képesek bemutatni.
A hullámvasutak adatbázisa, vagyis a Roller Coaster Database további nyolc hullámvasút-típust különít el.
- Ülő hullámvasutak
- Álló hullámvasutak
- Függesztett hullámvasutak: a pálya nem a kocsi alatt, hanem fölötte fut; ezek között vannak olyanok, melyek szabadon mozognak, és vannak, melyek fixen vannak rögzítve
- Csővezeték hullámvasutak
- Bobpálya hullámvasutak: a sínpálya helyett U alakú csőben futnak a kocsik, viszont vannak olyan bobpályák melyben mégis sípályák vannak, sőt, Magyarországon több sínpályás Bobpálya van mint U alakú csőpályás bobpályák. A sínpályás bobpályák sem fordúlnak meg soha fejjel lefelé helyette leginkább össze-vissza kanyarognak, majd a kocsik visszamennek a kiindulópontra.
- Repülő hullámvasutak: az utasok ülve, de arccal a föld felé zuhannak a kocsikban, a repülés érzetét keltve ezzel
- Negyedik dimenzió: a kocsik ülései szabadon vagy irányítva forognak saját tengelyük körül

A Roller Coaster Database szerint 2013 elején 3099 működő hullámvasút a világ vidámparkjaiban, melyeknek kb. 94%-a acél, 6%-a fa szerkezetű hullámvasút. A hullámvasutak 87%-a ülő hullámvasút, és a maradék 13% a speciálisabb változat, amelyek közül legnagyobb számú a függesztett hullámvasút.